# SP01
PHOTO-U SP01（ふぉと ゆー えすぴー ぜろいち）は、韓・パンテック（輸入発売元・パンテックワイヤレスジャパン）が日本国内向けに開発した、auブランドを展開するKDDI／沖縄セルラー電話のCDMA 1X WIN（CDMA2000 1xEV-DO Rev.A）対応の通信モジュール付デジタルフォトフレームである。販売元はパンテックワイヤレスジャパン。型式名称はCDMA 01PT。

## 概要
同キャリア向けとしては初となるデジタルフォトフレーム。静止画だけでなく、FlashやGIFなどのアニメーションの再生が可能。また、au端末だけでなく、他キャリアの端末やPCからメール送信した写真の表示にも対応している。

## 沿革
- 2010年3月15日 - KDDIより公式発表[2]。
- 2010年6月24日 - 関東・沖縄地区にて発売。
- 2010年6月25日 - 中部・関西地区にて発売。
- 2010年6月30日 - 上記以外の地区にて発売。